# Mira Awad
Mira Awad (arabă:ميرا عوض, ebraică:מירה עוואד) (n. 11 iunie 1975 în Kfar Rama, Israel) este o cântăreață și actriță israeliană, vorbitoare de limbă arabă și ebraică, cu rădăcini arabe palestinene și bulgare.

## Familia și copilăria
Mira Awad s-a născut în localitatea Rameh sau Rama, din vestul Galileei, în familia unui medic arab creștin, dr.Anwar Awad. Mama ei, Snejanka, specialistă în filologie slavă, este originară din Bulgaria, unde l-a cunoscut pe soțul ei în timp ce acesta învăța acolo medicina. Mira este copilul lor mijlociu, având doi frați- Alan și Sinan.
Mira Awad a copilărit și a învățat la Rama iar apoi în orașul Karmiel. În prezent ea trăiește la Tel Aviv.

## Activitatea ca solistă vocală și actriță
Ea și-a început cariera muzicală de solistă la vârsta de 16 ani in cadrul unei formații rock de tineri arabi israelieni, "Samana".
În anul 2000 fost aleasă pentru a interpreta în limba ebraică rolul Elizei Dulittle în muzicalul „My Fair Lady” de Lerner și  Löwe pe scena teatrului de repertoriu israelian, alături de Oded Kotler în rolul lui Mr.Higgins.
De asemenea în acelaș an a participat la festivalul israelian  pentru copii „Festigal” unde a cântat cântecul 
„Tze el hamassa” (Ieși la drum)
După vârsta de 20 ani Mira Awad  a studiat la Școala Rimon de jazz și muzică contemporană din Ramat Hasharon.
Ea a mai interpretat roluri în piese de teatru, între altele pe scena unei trupe de teatru arab din Nazaret, apoi cea a teatrului arabo-evreiesc din Jaffa, la Festivalul teatrului alternativ la Akko în octombrie 2001 unde a cules aprecieri ale criticii, în piesa „Briá” (Creație) de Yossefa Even Shoshan. La Teatrul Kameri a jucat, bucurându-se de succes, în piesa in versuri a scriitoarei Maya Arad, "Alt loc și oraș străin".  
A devenit star de televiziune odată cu participarea ei la serialele „Muncă arăbească" și „Arca lui Noe”.
A mai avut o scurtă apariție în filmul israelian de lung metraj „The Bubble” în regia lui Eitan Fox.A jucat de asemenea și în filmul "Plonter" (Încurcătura) al lui Yaeli Ronen.
De asemenea a cântat temele muzicale principale ale filmelor israeliene "Iertare" (Forgiveness) în regia lui Udi Aloni și "Lămâiul" în regia lui Eran Riklis.
În anul 2002  a început colaborarea ei cu cântăreața-autoare israeliană Ahinoam Nini, cunoscută peste hotare ca Noa, și ea absolventă a școlii de muzică Rimon.
Ele au cântat în duet o versiune a melodiei formației  Beatles, „We can work out”(2002), care a
intrat în componența discului lui Ahinoam Nini,„Now”.
Mira Awad a participat la scrierea și interpretarea unui cântec 
( عزين"  "עזיני"). al cםmpozitorului și cântărețului israelian de world music Idan Raichel-de asemenea a participat la inregistrarea unui disc de muzică mediteraneană alături de renumitul cântăreț   grec Iorgos Dalaras. 
În 2009 Mira Awad a lansat primul ei album „Bahlawan”  (Acrobată) (ebr.Lulianit) conținând zece cântece în limba arabă, scrise in colaborare cu muzicianul și chitaristul evreu Amos Ever Hadani.

## Participarea la Eurovision 2009 și reacțiile publice la aceasta
În anul 2009 în ianuarie Mira Awad a fost aleasă împreună cu Ahinoam Nini să reprezinte Israelul la Concursul Muzical Eurovision 2009 la Moscova cu melodia lor „Einaih” (Ochii tăi) în ebraică, arabă și engleză și mesajul "There must be another way" (Mai trebuie să fie o cale)".
Participarea Mirei Awad ca reprezentantă a țării în care s-a născut și a cărei cetățeană este, a trezit proteste în rândurile multor cercuri naționaliste și extremiste arabe și evreiești. Politicieni și militanți arabi, precum și unii din evreii simpatizanți ai extremei stângi comuniste și-au exprimat temerea, că această participare ar putea fi o mascare a politicii Israelului, considerată de unii drept represivă.
Un deputat în Knesset, din extrema dreaptă evreiască, Michael Ben Ari, în trecut partizan al partidului șovin pus în ilegalitate al răposatului rabin Meir Kahana, a cerut interzicerea trimiterii cântăreței arabe la Eurovision, dat fiind rezerva ei declarată față de imnul național israelian Hatikvá, care nu menționează aspirațiile arabilor.